# JW중외제약
JW중외제약(영어: JW Pharmaceutical Corporation)은 1945년 8월 8일에 설립을 한 대한민국의 제약회사이다.

## 연혁
- 1945년 - 조선중외제약소 설립
- 1953년 - 조선중외제약소 → 대한중외제약㈜ 법인으로 설립
- 1954년 - 하월곡동 공장 신설
- 1971년 - 일본 쥬가이제약社과 기술제휴로 위장약 아루사루민 출시
- 1975년 - 4가지 성분 위장약 복합 아루사루민로 재출시
- 1975년 - 창업주 성천(星泉) 이기석 별세
- 1975년 - 이종호 전무 겸 대표이사 선임
- 1976년 - 스위스 House Man(Vifor)社과 기술제휴로 고단위 빈혈치료제 훼럼정 출시
- 1977년 - 대한중외제약 수원공장 준공
- 1981년 - 독자기술로 개발을 한 과민성 대장증후군 치료제 듀스파타린 출시
- 1982년 - 사명을 대한중외제약㈜ → ㈜중외제약으로 변경
- 1982년 - 미국 MSD社와 기술제휴
- 1988년 - 영국의 자동차용품업체인 홀트로이드社과 합작회사인 중외홀트사업부 설립
- 1989년 - 자회사 사명을 중외홀트사업부 → ㈜중외산업으로 변경
- 1991년 - 독자기술로 개발을 한 생약과 양약성분에 복합처방이 된 종합감기약 화콜 출시
- 1991년 - 위장약 아루사루민 현탁액 출시
- 2010년 - 중외제약 당진공장 준공
- 2011년 - 사명을 ㈜중외제약 → JW중외제약㈜으로 변경
- 2011년 - 감기약 화콜 판매 20주년을 맞이를 해 리뉴얼 출시 (4개 세부제품만 출시함)
- 2019년 - 한국장애인고용공단과 장애인 표준사업장 설립 협약 MOU 체결
- 2019년 - 위장약 아루사루민 제조 및 판매 계약종료 (쥬가이제약이 수익성 악화로 인해 후지화학공업으로 매각)
- 2020년 - 자회사 장애인표준사업장인 ㈜생명누리 출범
- 2022년 - 매년 개최하는 e스포츠 리그인 리그 오브 레전드 챔피언스 코리아(이하, LCK) 공식 협찬사 참여
- 2023년 - 본점을 서울특별시 서초구 남부순환로에서 경기도 과천시 과천대로7길로 이전.

## 제품

### 일반의약품
- 훼럼 (훼럼포유 ,훼럼키드)
- 화콜 (화콜클래식원, 화콜키즈, 화콜C콜드 ,화콜C코프 ,화콜C노즈, 화콜나잘스프레이)
- 가네톡
- 프렌즈 아이드롭 (기술제휴 : Senju Pharmaceutical)
- 로게인 (수입판매원 : 켄뷰코리아)

## 지점 현황
- 본점: 경기도 과천시 과천대로7길 38 (갈현동)
- 수원지점: 경기도 화성시 안녕남로 181 (안녕동)
- 서울지점: 서울특별시 도봉구 도당로 134 (방학동)

## 공장 현황
- 시화공장: 경기도 시흥시 경제로 56 (정왕동)
- 당진공장: 충청남도 당진시 송악읍 한진1길 56
- 충주공장: 충청북도 충주시 충주산단1로 73 (용탄동)